# Schaefferia quadrioculata
Schaefferia quadrioculata är en urinsektsart som först beskrevs av Stach 1939.  Schaefferia quadrioculata ingår i släktet Schaefferia och familjen Hypogastruridae. Inga underarter finns listade i Catalogue of Life.